# Frente para el Renacimiento de Polonia
El Frente para el Renacimiento de Polonia también traducido como el Frente para una Polonia Renacida' (en polaco: Front Odrodzenia Polski, FOP) fue una organización antifascista clandestina formada en 1941 en la Polonia ocupada durante la Segunda Guerra Mundial, por un grupo de católicos laicos de Varsovia dirigidos por Zofia Kossak-Szczucka y el padre Edmund Krauze. El Frente defendía los ideales cristianos de los movimientos de Acción Católica de preguerra existentes en la Segunda República Polaca como parte de las agrupaciones europeas transnacionales de laicos católicos.

## Historia
El Frente para una Polonia Renacida (FOP) editó su propia publicación llamada Prawda (La Verdad), editada por Witold Bieńkowski, que participó activamente en la organización de Żegota en otoño de 1942. Fue puesto a cargo de las secciones de judíos y prisioneros de Żegota en febrero de 1943 en nombre de la Delegatura. La redactora jefe era la novelista Zofia Kossak-Szczucka que, hasta entonces, coeditaba otro periódico clandestino llamado Polska Żyje (Polonia Vive) ya desde la invasión de Polonia en 1939. Kossak-Szczucka, de nombre en clave "Weronika", publicó su famosa "Protesta" en la publicación La Verdad en el verano de 1942. Tanto Bieńkowski y Kossak-Szczucka como Wanda Krahelska-Filipowicz trabajaron en Żegota como representantes del Frente por una Polonia Renacida (FOP).